# Palo canario

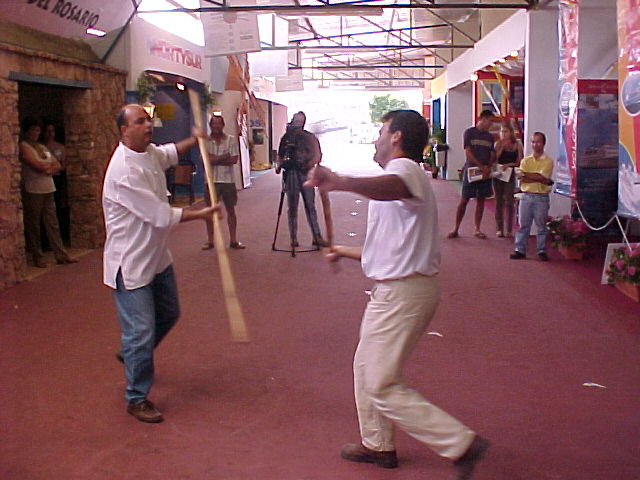
Exhibición durante FEDETUR 2000, en Pozo Negro, Antigua, Fuerteventura el 23/09/2000

El juego del Palo Canario o banot (en guanche: banod) es un juego considerado un vestigio de las tradiciones ancestrales de los antiguos canarios, que fueron consecuencia de la evolución de actividades bélicas. Se practica entre dos jugadores que, sin llegar a hacer contacto con el cuerpo del adversario, realizan un combate con palos. El conjunto de prácticas que podemos agrupar al palo canario, se basa en una esgrima entre dos jugadores con un palo en las manos. La diferencia entre las modalidades de juego existentes viene determinada por el tamaño del palo, distinguiéndose tres modalidades: palo chico, palo mediano y garrote o palo grande.

## Etimología
El juego del palo es también llamado banot o banod, palabras de origen prehispánico. En guanche, banod significa "lanza arrojadiza de tea, endurecida al fuego".

## Historia
La primera noticia sobre el uso de palos, por parte de los aborígenes, la encontramos en la Crónica Bethencouriana (1402) y hace referencia a los bimbaches, o pobladores de la isla de El Hierro. La segunda se debe a Leonardo Torriani, ingeniero cremonés que escribió una Historia de las Islas en 1590 y que dejó un documento valiosísimo: un dibujo de dos canarios en una plazoleta en una especie de ritual con varas de mediano tamaño. Cuando dos canarios se desafiaban a duelo, iban al lugar señalado para ello, que era una plazoleta alta, que en cada extremo tenía una piedra llana, grande tan sólo cuanto podía mantenerse encima de ella un hombre de pie. Primeramente cada uno de ellos se ponía encima de su piedra con el bastón llamado magodo o amodeghe. Después bajaban en tierra y se enfrentaban con los magodos, esgrimiendo y buscando cada uno su ventaja. El palo siempre ha ido asociado a unas funciones determinadas, que podemos resumir en defensa, manejo de animales y apoyo para deambular por los caminos y barrancos. El juego del palo es, en definitiva, una esgrima, cuyo espacio está definido por los jugadores, compuesto por un conjunto de técnicas rápidas que lo hacen muy vistoso, y que no posee una forma explícita de terminación.
A

## Características
A día de hoy en Canarias se han mantenido y transmitido tres modalidades de juego de palo canario en varios estilos, 
Modalidad de juego de palo canario grande (Palo que siempre es más grande que las personas que lo portan y con suficiente grueso para aguantar el peso de una persona cuando lo usa para desplazarse) dándole distinto nombre al palo según la isla, La Lata o "El Garrote" en Fuerteventura  familia  D. Simeón y D. Domingo Alberto, en el municipio de Antigua, en la isla de La Palma estilo D. Epifanio. En la isla de Gran Canaria al palo que se usa se le llama Garrote, existiendo varios grupos familiares que lo han transmitido como Los Calderin de Telde, Los Guedes y Los Caballeros de las zonas cumbreras del Sur de la Isla. Y sobre todo, cabe destacar la labor de rescate que ha hecho Jorge Domínguez, quien más publicaciones ha escrito sobre el Garrote Canario.
Modalidad de juego de palo canario  medio, su nombre según la isla vara, palo, (palo que va los más largos hasta la barbilla del jugador y los más chicos hasta la cintura, siendo los más usados los que van del suelo al corazón del jugador, y su grueso depende del peso para ser manejado según el estilo que lo usa). Al juego de palo canario modalidad medio en Lanzarote se le conoce como palo conejero y su maestro D. Cristin Feo. En Tenerife donde hay mayor cantidad de estilos de palo medio están los estilos de Los Morales, de San Andrés (que dirigen la escuela de juego del palo más antigua de Canarias), su maestro D. Pedro Morales, Los Acostas, zona de la Esperanza su maestro D. Marino Acosta. Los Vergas la familia Diaz en La Esperanza y Taco su maestro fundador, D. Eugenio Diaz. Los Déniz, en La Laguna, fundador . D. Tomas Deniz. En La Palma estilo D. Vicente Vidal, canario que enseñó en la isla de Cuba a D. Tomás Hernández que a su vuelta los enseñó en la isla de La Palma.
En la isla de El Hierro el estilo de juego de palo canario medio es conocido por Quintero Zamora su maestro D. Juan Cabrera. La modalidad de palo corto (su tamaño va los más grandes desde la caída de la mano al suelo, hasta tan pequeño que se podía esconder bien entre las ropas). En Canarias, se imparte gracias a la labor de Jorge Domínguez, que en 1993, terminó por recuperar sus técnicas en Cuba. En dicha isla está también Manuel Martel, emigrante canario de tercera generación que lo aprendió de su padre y abuelo que nacieron en Santiago del Teide, isla de Tenerife. Respecto al otro palo chico canario que pervive en Sudamérica, no podemos afirmar sin equivocarnos que su origen sea canario, más cuando sus actuales jugadores no quieren reconocerles ningún origen sino el venezolano, el garrote venezolano o garrote larence.